# Salins-les-Bains
Salins-les-Bains là một xã trong vùng hành chính Franche-Comté, thuộc tỉnh Jura, quận Lons-le-Saunier, tổng Salins-les-Bains. Tọa độ địa lý của xã là 46° 56' vĩ độ bắc, 05° 52' kinh độ đông. Salins-les-Bains nằm trên độ cao trung bình là 350 mét trên mực nước biển, có điểm thấp nhất là 284 mét và điểm cao nhất là 737 mét. Xã có diện tích 24,68 km², dân số vào thời điểm 1999 là 3.333 người; mật độ dân số là 135 người/km².

## Thông tin nhân khẩu
| 1962  | 1968  | 1975  | 1982  | 1990  | 1999  |
| ----- | ----- | ----- | ----- | ----- | ----- |
| 4 067 | 4 259 | 4 177 | 3 898 | 3 629 | 3 333 |

## Địa điểm tham quan
- Nhà thờ giáo khu Saint-Anatoile được xây đầu tiên vào khoảng 1024-1031.
- Nhà thờ Saint-Maurice được xây trong thế kỉ 13.
- Nhà thờ Notre-Dame Libératrice hoàn thành năm 1662.
- Tòa thị chính (1718-1739)ngay cạnh nhà thờ Notre-Dame Libératrice.